# Loboschiza koenigiana
Loboschiza koenigiana is een vlinder uit de familie bladrollers (Tortricidae). De wetenschappelijke naam voor deze soort is voor het eerst geldig gepubliceerd in 1775 door Fabricius.
De soort komt voor in tropisch Afrika.